# ジサリチル酸マグネシウム

ジサリチル酸マグネシウム（Magnesium salicylate）とは、サリチル酸とマグネシウムの塩のことである。単にサリチル酸マグネシウムと呼ばれることもある。

## 解説
サリチル酸は分子中にカルボキシ基を1つ持っており、1価の有機酸としてふるまう。対して、マグネシウムは通常2価の陽イオンとなる。これが塩を作るので、サリチル酸2分子に対して、マグネシウムイオン1つが塩を作る。この時の式量は、約298.53である。なお、CAS登録番号は18917-89-0。サリチル酸が非ステロイド性抗炎症剤として作用するように、ジサリチル酸マグネシウムも同様の解熱鎮痛作用を持つ。なお、ジサリチル酸マグネシウムは四水和物を作ることもあり、この場合、934.4 mgのジサリチル酸マグネシウム四水和物を投与するのと、580 mgの無水ジサリチル酸マグネシウムを投与するのとが、同じ力価になる。